# Chero
Il Chero (al Cheer in dialetto piacentino) è un torrente lungo 46 km che scorre completamente in provincia di Piacenza ed è il principale affluente del torrente Chiavenna.
Attraversa la riserva naturale geologica del Piacenziano.

## Percorso
Il Chero nasce nei pressi del monte Obolo, nel comune di Gropparello, a circa 900 m s.l.m..

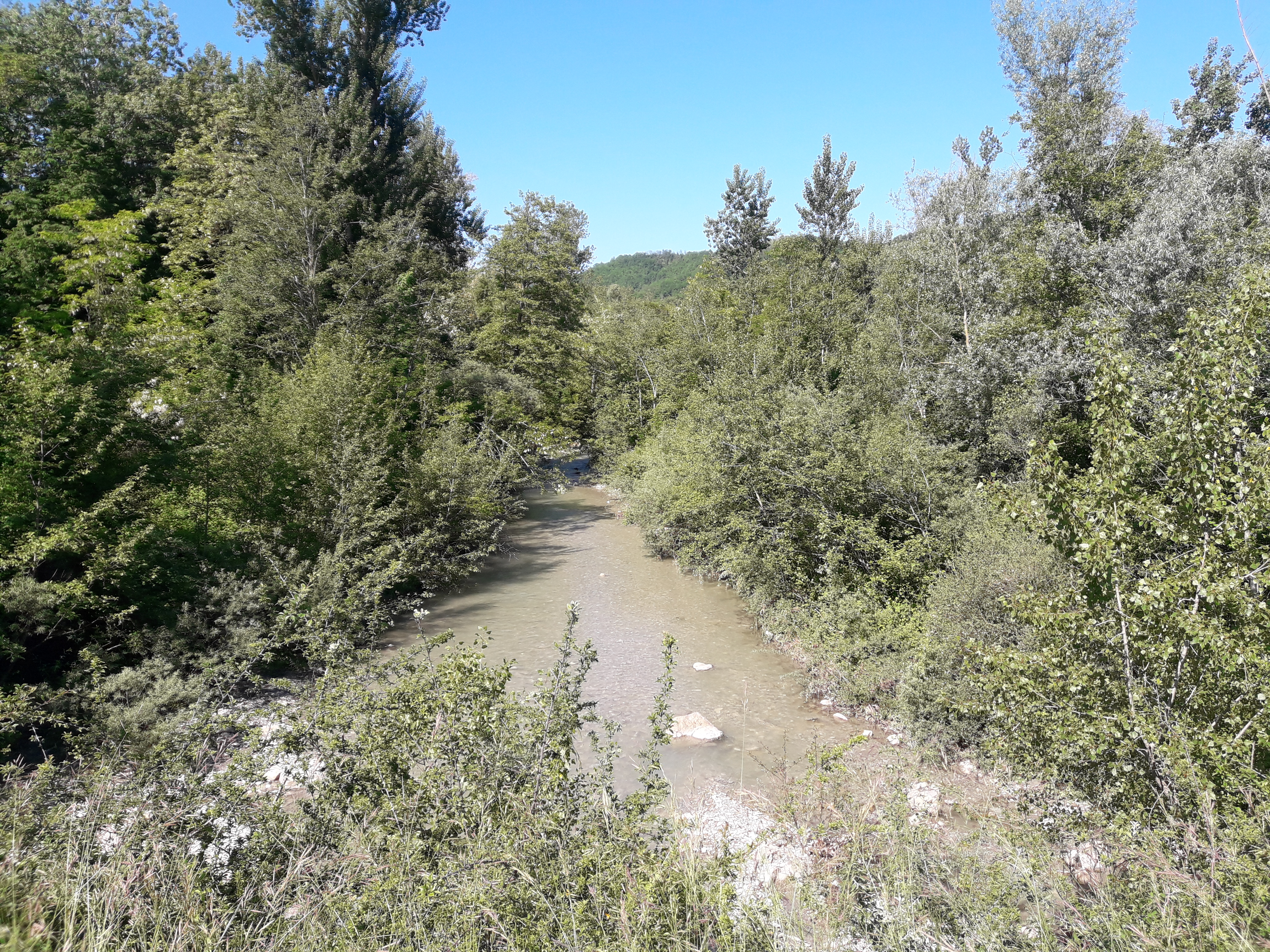
Il Chero nei pressi di Veleia

Scorrendo segna il confine tra i comuni di Morfasso, localizzato sulla sponda destra, e Gropparello, sulla sponda sinistra, poi tra quest'ultimo e Lugagnano Val d'Arda, toccando le località di Case Saiani e Macinesso, frazioni di Lugagnano, e scorrendo non lontano dai resti archeologici di Veleia. 
Il torrente segna, poi, il confine tra Lugagnano e Carpaneto Piacentino, toccando la frazione lugagnanese di Tabiano, per, poi, entrare completamente in territorio carpanetese, passando per le frazioni di Badagnano, Rezzano, Travazzano, Ciriano e Chero, che prende il nome dal torrente. Dopo la frazione di Chero, il corso del fiume, precedentemente pluricursale ramificato assume una struttura monocursale sinuosa.
Infine, il Chero entra nel comune di Cadeo dove confluisce nel Chiavenna nei pressi di Roveleto.

## Affluenti
Il reticolo secondario di affluenti del Chero, caratterizzato principalmente da corsi d'acqua artificiali, non presenta particolare rilevanza, specialmente nel tratto montano. Tra gli affluenti si segnala il rio Carbonaro, affluente di destra che confluisce nel Chero nei pressi di Badagnano, e dove sono stati ritrovati fossili risalenti al Pliocene medio-superiore.

## Regime idrologico
Il torrente presenta un bacino idrografico stretto e allungato delle dimensioni di 81,7 km².
Il Chero presenta un regime fluviale spiccatamente torrentizio, con minimi idrometrici in estate e inverno (circa 0,1 m³/s) e piene regolari in primavera e autunno. La portata media a Ciriano di Carpaneto, calcolata nel periodo 1991-2001, è di 0,55 m³/s, mentre è di 0,64 m³/s nei pressi della foce nel Chiavenna.

## Storia
Il torrente Chero anticamente era denominato Carius o Carii, da cui il toponimo si è trasferito alla frazione di Chero di Carpaneto denominata Carium e poi Cario ed al castello Castrum Carii e poi Castrum de Cario il cui nome si è trasferito alla famiglia feudataria della zona del casato dei de Cario.